# Johann Gottlob Worbs

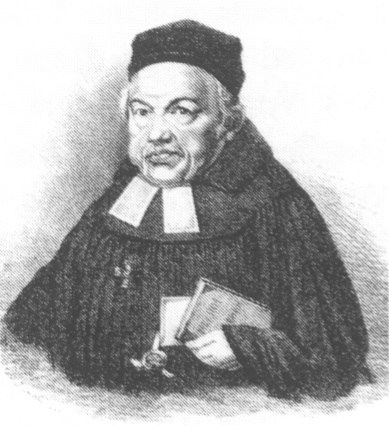
Johann Gottlob Worbs

Johann Gottlob Worbs (* 7. Mai 1760 in Röhrsdorf bei Friedeberg am Queis, Schlesien; † 12. November 1833 in Priebus, Schlesien) war ein deutscher lutherischer Theologe und Historiker.

## Leben und Werk
Worbs wurde als ältestes von neun Geschwistern des Häuslers Gottlob Worbs (1734–1797) und Anna Rosine geb. Wangenknecht (1739–1806) geboren. Er besuchte die Schule seines Heimatortes, ab 1774 die Schule in Niederwiesa bei Greiffenberg und ab 1777 die in Hirschberg. Von 1781 bis 1784 studierte er Evangelische Theologie an der Universität Halle, um dann einige Jahre als Hauslehrer zu arbeiten. 1787 wurde er Pfarrer in Priebus – eine Aufgabe, die er bis zu seinem Tode ausfüllte. Zusätzlich wurde er 1804 Superintendent des Fürstentums Sagan und 1818 Generalsuperintendent von Sagan und der preußischen Oberlausitz.
Seit 1790 war er Mitglied der Oberlausitzischen Gesellschaft der Wissenschaften, seit 1819 Ehrenmitglied der Schlesischen Gesellschaft für vaterländische Kultur und später wurde er auch ordentliches Mitglied des Thüringisch-Sächsischen Geschichtsvereins. 1817 wurde er von der Universität Breslau zum Dr. phil. und 1830 zum D. theol. ernannt. Außerdem wurde er 1831 mit dem Roten Adlerorden 3. Klasse ausgezeichnet.
Worbs war einer der frühesten Geschichtsforscher der Lausitz, besonders der Niederlausitz. Außerdem beschäftigte er sich mit seiner Heimat Schlesien. Er erforschte die Orts- und Landesgeschichte sowie die Kirchengeschichte und legte Quellensammlungen an. Als sein Hauptwerk gilt die erste Sammlung und wissenschaftliche Bearbeitung Niederlausitzer Quellen Inventarium diplomaticum Lusatiae inferioris.
Am 21. Januar 1795 heiratete er Christiane Louise Eleonore Klingsporn (* um 1767; † 6. September 1832), die zweitgeborene Tochter des Oberstleutnants Friedrich Wilhelm von Klingsporn und der Kant-Freundin Charlotte von Knobloch. Aus der Ehe gingen zwei Söhne und zwei Töchter hervor.
2014 wurde in Przewóz (Priebus) ein Platz nach ihm benannt.

## Werke
- Als der Herr Pastor Johann Gottlieb Müller von Podrosche nach Jenkendorf bey Niesky zum Pastor berufen wurde. Winkler, Sorau 1792
- Ueber die Bundes- und Freundschafts-Symbole der Morgenländer. Winkler, Sorau 1792; 2. Ausgabe: Anton, Görlitz 1810.
- Geschichte des Herzogthums Sagan. F. Frommann, Züllichau 1795; überarbeitete Auflage: Georg Feilhauer (Überarbeit.), Daustein, Sagan 1930.
- Das Andenken der evangelischen Religionslehrer im Priebussischen Kreise. Herzogliche Hofbuchdruckerei, Sagan 1795.
- Archiv für die Geschichte Schlesiens, der Lausiz und zum Theil von Meissen. J. W. Ackermann, Sorau 1798 (nur Band 1 erschienen).
- Geschichte und Beschreibung des Landes der Drusen in Syrien. Anton, Görlitz 1799; archive.org.
- Denkwürdigkeiten aus der Geschichte der Reichs-Burggrafen und Grafen zu Dohna und des Grafen von Kospoth. Herzogliche Hofbuchdruckerei, Sagan 1800.
- Kirchen-, Prediger- und Schulgeschichten der Herrschaften Sorau und Triebel. Winkler, Sorau 1803.
- Neues Archiv für die Geschichte Schlesiens und der Lausiz. Verlag der Neuen Günterschen Buchhandlung, Glogau 1804; Freystadt, Züllichau 1825 (mehr nicht erschienen); books.google.de
- Geschichte der evangelischen Kirchen, Prediger und Schullehrer im Fürstenthum Sagan. Buchdruckerei des Waisenhauses, Bunzlau 1809.
- Geschichte von Cottbus. In: Neues Lausitzisches Magazin, Band 1, Görlitz 1821, S. 1–21, 157–194, 353–367
- Predigt am Tage der Einweihung der neuen evangelischen Kirche zu Priebus am 2ten November 1823. Rauert, Sorau 1823; books.google.de
- Die Rechte der evangelischen Gemeinden in Schlesien an den ihnen im 17. Jahrhunderte gewaltthätig genommenen Kirchen und Kirchengütern. Julien, Sorau 1825; archive.org. 2. Auflage: Sorau 1846.
- Geschichte der Herrschaften Sorau und Triebel. Rauert, Sorau 1826. Nachdruck: Niederlausitzer Verlag, Guben 2008, ISBN 978-3-935881-49-4.
- Kurze Uebersicht der Religions- und Kirchengeschichte der Stadt Liegnitz. In: Die Marienkirche zu Liegnitz und ihre Geistlichen. Selbstverlag des Ober-Diaconus Lingke, Liegnitz 1828.
- Versuch einer Geschichte des Schlosses Tschocha. In: Neues Lausitzisches Magazin. Bd. 7 (1828), S. 501–525 (Digitalisat), Bd. 8 (1830), S. 508–532 (Digitalisat).
- Inventarium diplomaticum Lusatiae inferioris. Verzeichnis und wesentlicher Inhalt der bis jetzt über die Nieder-Lausitz aufgefundenen Urkunden. Band 1: Vom Jahre 873 bis 1620. In Commission bei Traug. Gotsch, Lübben 1834 (mehr nicht erschienen).